# Vologda
Vologda (rusko Во́логда, IPA: [ˈvoləɡdə]) je mesto v Rusiji in glavno mesto Vologdske oblasti, ki leži na reki Vologdi v porečju Severne Dvine. Leta 2021 je imelo 313.944 prebivalcev.
Mesto je pomembno transportno vozlišče severozahoda Rusije. Rusko ministrstvo za kulturo je opredelilo Vologdo za zgodovinsko mesto, eno od 41 v Rusiji in eno od treh v Vologdski oblasti. 224 stavb v Vologdi je bilo uradno prepoznanih kot spomeniki kulturne dediščine.

## Zgodovina

### Ustanovitev
Za uradno leto ustanovitve Vologde velja leto 1147. To leto temelji na zgodbi iz 17. stoletja »Zgodba o čudežih Gerasima iz Vologde« in »Kroniki« Ivana Slobodskega iz leta 1716, ki govori o prihodu meniha Gerasima, ki je ustanovil samostan sv. Trojice v bližini reke Vologde.
Zgodovinarji in arheologi so izrazili dvom glede uradnega leta ustanovitve zaradi starosti in sekundarnosti virov in zaradi arheoloških izkopavanj, ki niso starejši od 17. stoletja. Predlagajo, da je bilo mesto ustanovljeno v 13. stoletju, skladno z omembo Vologde v sporazumu z leta 1264 med Novgorodsko republiko in velikim knezom Vladimira oddaljena posest Novgorodske republike.
Središče Vologde v 13. stoletju ni bilo na območju današnjega mestnega središča, ampak na območju, znanem kot »Leno zemljišče« (rusko Ленивая площадка), blizu cerkve Vstajenja. To območje je bilo center Vologde do leta 1565. Do tega leta ni bilo v Vologdi nobene kamnite zgradbe. Vse mestne utrdbe, mostovi, hiše, cerkve in industrijske stavbe so bile iz lesa.

### Zgodnja zgodovina
Unikatna lega Vologde na pomembnih vodnih poteh, ki povezujejo Moskvo, Novgorod in Belo morje (preko Severne Dvine je povzročila, da je bilo mesto privlačno za Novgorodsko republiko, pa tudi kneze Tvera in Moskve, ki so se borili v več vojnah v 13. in 15. stoletju.
Leta 1371 je Dmitrij Prilutski, menih iz Nikolskega samostana v Pereslavelj-Zalesskem, ustanovil Nikolski samostan, zdaj znan kot Spaso-Prilutski samostan, v bližini mesta. Dimitrij Donski, veliki knez Moskve, je bil glavni dobrotnik samostana in ga je videl kot utrdbo vpliva velike moskovske kneževine v severnih deželah pri tekmovanju z Novgorodom.
Leta 1397 je bila v času vladavine Vasilija I. Vologda priključena Moskovski veliki kneževini. Za tem so mesto večkrat napadle sile Novgoroda. Med moskovsko državljansko vojno je Vologda igrala glavno vlogo. Po tem, ko je leta 1447 Dmitrij Šemjaka porazil Vasilija II. Slepega, moskovskega velikega kneza, je ta prisegel, da ne bo nikoli začel vojne proti Šemjaki in je bil izgnan v Vologdo ter je prejel mesto kot zasebno posest. Od tam je Vasilij odpotoval v Kirillo-Belozerski samostan, kjer ga je duhovnik izpustil od zaprisege. Državljanska vojna se je nadaljevala in leta 1450 so Vologdo oblegale sile Dmitrija Pemjake, vendar jim mesta ni uspelo zasesti.
Po smrti Vasilija leta 1462, je bila Vologda predana v posest njegovemu sinu Andreju Menšoju in je postala središče Vologdske kneževine. Leta 1481 je po smrti Andreja, ki ni imel potomcev, Vologda prešla v last Ivanu III., moskovskemu velikemu knezu in je bila vključena v Moskovsko veliko kneževino.

### Pod Ivanom Groznim
V času vladavine carja Ivana Groznega je Vologda postala en od glavnih tranzitnih centrov ruske trgovine. Mednarodna trgovina je potekala večinoma z Anglijo, Nizozemsko in drugim zahodnimi državami prek Belega morja. Pomembno pristanišče za mednarodno trgovino je bil Arhangelsk, Vologda pa je ležala na vodni poti, ki je povezovala Moskvo z Arhangelskom. Trgovina s Sibirijo je potekala čez Suhono in Vičegdo, pomembno vlogo pa je imela tudi Vologda kot tranzitni center. V mestu je bilo na bregu Vologde zgrajeno državno dvorišče. Leta 1553 je Vologdo obiskal angleški pomorščak Richard Chancellor, ki je vzpostavil uradne diplomatske odnose med carsko Rusijo in Anglijo. Leta 1554 je trgovski agent John Gass opisal Vologdo angleškim trgovcem kot mesto z izobiljem kruha, kjer so dobrine dvakrat cenejše kot v Moskvi in Novgorodu in da v Rusiji in mesta, ki ne bi trgovalo z Vologdo. Po poročilih Johna Gassa je leta 1555 Anglija odprla trgovski urad v mestu in v Anglijo je bil poslan prvi ruski veleposlanik, Osip Nepeja, vologdski domačin.
Leta 1565 je Ivan Grozni uvedel politiko opričnine in vključil Vologdo v strukturo ozemelj opričnine. Tega leta je prvič obiskal mesto in se odločil, a bo v njem naredil center opričnine in posledično glavno mesto države. Car je ukazal zgraditi novo utrdbo. Odločeno je bilo, da ne vo zgradjena v prejšnjem centru mesta, temveč v drugem delu mesta, kjer bo na eni strani obdano z reko, na drugi pa z današnjimi Leningrajsko, Oktobrsko in Mira cestami. Utrdba je bila obdana obrambnim jarkom. Ivan Grozni je osebno potoval v Vologdo, da bi nadziral odprtje trdnjave 28 aprila 1566, na dan, ko se v Rusiji praznuje spomin na svetega Nasona. Ozemlje trdnjave se je tako nahajalo v novem delu Vologde, imenovanem »Nason-gorod« (Nason-mesto). Drugo ime za Nason-gorod je vologdski kremelj.
Med letoma 1568 in 1670 je bila v trdnjavi zgrajena nova katedrala. Katedrala sv. Sofije je postala prva kamnita zgradba v Vologdi. Oblikovna rešitev katedrale je kopija katedrale vnebovzetja v moskovskem kremlju. To je bila zamisel Ivana Groznega, ki je hotel, da bi bila njegova nova prestolnica podobna Moskvi. Osebno oje nadzoroval gradnjo, ki jo je vodil arhitekt Razmisl Petrov. Leta 1571 je Vologda postala center škofije Vologde in Perma, ki je bila ustanovljena leta 1492 in je imela prej sedež v oddaljenem naselju Ust-Vim na območju Perma. Tako se Vologda ni okrepila le na področju trgovanja, vojaštva in političnega vpliva, ampak tudi v verskih zadevah.
Leta 1571 je Ivan Grozni nepričakovano ustavil gradbena dela Vologdi in mesto za vedno zapustil. Razlog za to je domnevno njegova odločitev ustaviti opričino in Vologda kot druga prestolnica ni bila več potrebna. Po legendi naj bi Ivanu med obiskom katedrale sv. Sofije padel na glavo majhen kamen s strehe. Vraževerni car, ki je prejel resno poškodbo je to vzel kot znak nesreče in se je odločil zapustiti mesto. Ne glede na to je znano, da je car hotel celo porušiti katedralo in da v času njegovega življenja ni bila posvečena. Posvetitev je bila izvedena šele v času vladavine njegovega sina Fjodorja I. leta 1587. Deli nedokončane trdnjave, ki je bila pozneje v 17. stoletju okrepljena z lesenimi zidovi, so ostali do 19. stoletja, ko jih je mestna uprava razgradila in so jih mestni prebivalci uporabili za gradnjo kamnitih stavb.

### Obdobje težav
Obdobje težav se je v Vologdi začelo z pandemijo kuge leta 1605. Leta 1608, ko je bila Rusija razdeljena na območja pod nadzorom carja Vasilija Šujskega in območja pod nadzorom Lažnega Dimitrija II., ki so ga podpirale poljske enote, so prebivalci Vologde opravili prisego lažnemu Dimitriju. Ta s pridobitvijo Vologde ni samo pridobil nadzora nad ruskimi in angleškimi trgovinskimi skladišči, ampak je tudi izboljšal svoj položaj za pridobitev nadzora nad severno Rusijo. Vendar so zlorabe in odvzemi lastnine, ki jih je izvajala nova uprava, med prebivalci povzročili izjemno nezadovoljstvo. Posledično je Vologda odrekla podporo Lažnemu Dimitriju II. in je podprla Šujskega. Februarja 1609 je bila v Vologdi oblikovana narodna domača garda pod vodstvom Nikite Višeslacevega in je odšla v boj proti Lažnemu Dimitriju II.
Leta 1612 so Vologdčani predali obsežno prehransko in vojaško pomoč domači gardi, ki sta jo organizirala Kuzma Minin in Dimitrij Požarski in je premagala poljske enote. Ko je mesto poslalo ogromno vojaško silo v podporo drugi domači gardi je ostalo brez zadostne zaščite in 22. septembra 1612 so litvanske izsiljevalske enote zavzele Vologdo brez odpora, nakar so mesto požgale in ubile ter zaprle veliko njegovih prebivalcev.

### Pod Romanovimi
Po leti 1613 je Vologda zaradi svoje priročne lege hitro okrevala in je ponovno postala pomemben center za mednarodno trgovino. V času vladavine Petra Velikega je Vologda postala eno glavni vojaških oporišč Rusije. Tu je bila shranjena vojaška in tehnična oprema za utrdbe in vojaške ladje v gradnji. V Vologdi so bile grajene ladje, ki so Arhangelsk oskrbovale s hrano. Peter jih je nameraval imeti na Kubenskem jezeru, 30 km severno od Vologde, vendar se je, potem ko je leta 1692 jezero osebno preiskal, odločil, da je jezero neprimerno za ta namen.
Peter je obiskal Vologdo nič manj kot desetkrat, od tega je šestkrat ostal v mestu dlje časa (v letih 1692, 1693, 1694, 1702, 1722 in 1724). Vedno je bil nameščen v majhni hiši nizozemskega trgovca Goutmana, ki so jo leta 1872 kupile mestne oblasti in je bila leta 1885 preurejena v spominski muzej Petra Velikega ter je postala prvi muzej Vologde.
Po ustanovitvi Sankt Peterburga se je mednarodna trgovina preusmerila v Baltsko morje in pomen Vologde je začel nazadovati. Leta 1722 je Peter izdal odlok, s katerim je omejil trgovino skozi Arhangelsk, kar je Vologdi še dodatno škodilo. Z upravno reformo leta 1708 je Vologda izgubila svoje funkcije kot upravni center in je bila kot mesto vključena v Arhangelgorodsko gubernijo.
Ponovni zagon se je začel šele v času vladavine Katarine Velike, ki je leta 1780 postavila Vologdo kot središče Vologdskega podkraljestva, naslednika Arhangelgorodske gubernije. Leta 1796 je bilo podkraljestvo, ki mu je vladal guverner-general, spremenjeno v Vologdsko gubernijo, katere meje so segale vse do Uralskega gorovja na vzhodu. Center Vologde je bil ponovno zgrajen po načrtih provincialnega mesta iz leta 1781. Takratna mreža cest je še vedno v uporabi.
Ponovni gospodarski zagon mesta je povezan z gibanjem parnikov čez Suhono in z grajenjem nove železniške proge, ki je Vologdo povezala z Jaroslavljem in Moskvo (1872), Arhangelskom (1898), Sankt Peterburgom in Vjatko (1905).
Leta 1871 je danski trgovec Friedrich Buman v zemljiškem posestvu Fominskoje (13 km od Vologde) odprl specializirano tovarno masla. To je bila prva tovarna masla v Vologdski guberniji in v Rusiji. Od takrat je Vologda center industrije masla in Nikolaj Vereschagin in Buman sta izumila Vologdsko maslo, poseben tip masla z okusom po oreških, ki je postal svetovna blagovna znamka. Leta 1911 je bilo posestvo Fominskoje skupaj z Bumanovo tovarno smetane predano državi in je postalo temelj za Vologdski mlečni institut. Tako je Vologda postala en največjih mlečnih centrov Rusije.
Od 15. stoletja je bila Vologda cilj za politične izgnance in je bila celo znana kot »Sibirija blizu prestolnice«. V 19. in 20. stoletju so bili v Vologdo poslane osebe, kot so Josif Stalin, Vjačeslav Molotov (poznejši minister za zunanje zadeve), Nikolaj Berdjajev (znan ruski filozof), Boris Savinkov (poznejši uspešni terorist), Marija Uljanova in Aleksander Bogdanov.

### Sovjetsko obdobje
Decembra 1917 je bila v Vologdi vzpostavljena sovjetska oblast, ki je do poletja 1918 soobstajala z zemstvom in občinsko upravo. Februarja 1817 je Vologda za nekaj mesecev postala »diplomatska prestolnica Rusije«. Veleposlaništva v Sankt Peterburgu je ogrožala nemška vojska, zato so se zahodne sile pod odstvom ameriškega veleposlanika Davida R. Francisa preselile v Vologdo. Zaradi pritiska boljševikov so bili diplomati prisiljeni zapustiti Vologdo in se vrniti v svoje domovine prek Arhangelska.
Med rusko državljansko vojno je bil v Vologdi generalštab 6. rdeče armade. Armada je stala nasproti beli vojski pod poveljstvom Jevgenija Millerja in vojaškimi silami antante v severni Rusiji.
Leta 1924 je vlada ukazala zapreti Vsegradsko katedralo, ki je bila ena največjih in najbolj cenjenih v mestu. Leta 1929 je bila Vologdska gubernija ukinjena in je postala del novega subjekta, Severnega okraja, ki je vključeval tudi Arhangelsko in Severodvinsko gubernijo in Komi-Zirjansko avtonomno oblast. Upravni center okraja je bil Arhangelsk. Decembra 1936 je bil Severni okraj ukinjen in razdeljen na Komi ASSR in Severno oblast s središčem še vedno v Arhangelsku. 23. septembra 1937 je bila Severna oblast razdeljena na Arhangelsko in Vologdsko oblast po odločitvi centralnega izvršnega komiteja Sovjetske zveze. Skladno z isto odločitvijo so bili rajoni bivšega Čerepovetskega okrožja Leningrajske oblasti prikjučeni Volodski oblasti. Ti rajoni so trenutno zahodni del Vologdske oblasti. Tako so bile določene meje trenutne Vologdske oblasti.
V 30. letih 20. stoletja so bile zgrajene žaga »Severni komunard«, tovarna lana in tovarna za popravilo vagonov.
Med drugo svetovno vojno so bile v Vologdi razglašene izredne razmere in vsa industrijska podjetja so prešla na vojaško proizvodnjo. Jeseni 1941 so finske enote prestopile meje Vologdske oblasti in Vologda je postala frontno mesto. Prebivalci so bili mobilizirani za kopanje jarkov. V mestu so zgradili zaklonišča, varna pred bombami in osnovna zaklonišča. Razvili so tudi sisteme zračne obrambe, ki so varovali železniško vozlišče in podjetja vojaške industrije. Posledično kljub mnogim poskusom bombardiranja ni na mesto padla nobena bomba. To obeležuje tudi spomenik zračni obrambi, ki je bil pozneje postavljen na Zosimovski ulici v Vologdi. Spomenik ima obliko protiletalskega topa. Poleg tega je bila Vologda železniško vozlišče za preskrbo vojske in evakuacijo opreme. Bila je tudi velik bolnišnični center. Prebivalci Vologde so darovali kri, denar in dragulje. Z donacijami je bil ustanovljen tudi tankovski odred »Vologdski kolhoznik«. Te dogodke obeležuje spomenik tanku T-34 na ulici Miru.
Med letoma 1961 in 1985 je bil prvi sekretar KPSZ komiteja v Vologdski oblasti in vodja oblasti Anatolij Drigin. V tem obdobju so se zgodile opazne spremembe v veliko vidikih tako v gospodarstvu mesta, kot tudi oblasti. V Vologdi so odprli tovarno ležajev, mehanično tovarno in optično-mehanično tovarno. Odprta je bila politehnična univerza. Zgrajena je bila velika kmetija perutnine. Opazno se je okrepila gradnja in zgrajena je bila prva stavba višja od petih nadstropij. Mesto se je razširilo, zgrajene so bile nove stanovanjske četrti, kot so Bivalovo, GPZ in peti ter šesti mikrorajon. Leta 1976 so odprli vologdski trolejbusni promet.

### Postsovjetsko obdobje
Novembra 1991 je bila oblikovana mestna uprava in začela se je reforma lokalne uprave. Oktobra 1993 so bili sovjeti ljudskih delegatov na vseh ravneh ukinjeni. Po razpadu Vologdskega sovjeta je bila oblikovana mestna duma. Prve volitve v dumo so bile 20. marca 1994. Prva duma je imela samo šest sedežev, vendar je bilo leta 1995 to število povečano na trideset poslancev.
25. julija 1996 je mestna duma sprejela najpomembnejši mestni dokument: Vologdski statut. 6. oktobra 1996 so potekale prve volitve a župana v zgodovini Vologde. Na njih je zmagal Aleksej Jakuničev. Njegov mandat se je končal leta 2008.
Leta 2003 se je začela gradnja obvoznice. Pred tem je avtocesta M8 Moskva–Arhangelsk potekala skozi središče mesta, kar je povzročalo zastoje. Odkar je bila obvoznica zgrajena, povezuje avtoceste A114 Vologda–Novaja Ladoga, P5 Vologda–Medvejegorsk in M8 Moskva–Arhangelsk. 25. avgusta 2005 je bil sprejet nov statut mesta. Čeprav je bilo prejšnjemu statutu dodano več kot 400 amandmajev in se je statut v dolžini povečal več kot dvakrat, so bile spremembe razmeroma majhne. 12. oktobra 2008 je bil za župana izvoljen Jevgenij Šulepov.

## Upravni in občinski status
Vologda je upravni center oblasti in v okvirju upravnih delitev služi tudi kot upravni center Vologdskega rajona, čeprav ni njegov del. Kot upravna delitev je skupaj z ruralno okolico priključena mestu oblastnega pomena (eno od štirih v Vologdski oblasti) — upravna enota z enakim statusom kot rajoni. V okviru občinske delitve je mesto oblastnega pomena Vologda vključeno v Vologdsko urbano okrožje.

## Politika
Glavni organi oblasti v mestu so:
- Vologdska mestna duma je predstavniško telo. Sestavlja jo 30 poslancev, ki so izvoljeni na podlagi univerzalne, enake in neposredne volilne pravice za  30 eno-mandatnih mest. Mandat v dumi traja pet let. Vologdsko mestno dumo nadzirajo vsi izvoljeni uradniki (vključno z županom), mestna uprava in dom za nadzor in račune. Dejavnosti mestne dume vodi predsednik in prezidij (ki ga sestavlja predsednik, njegov namestnik in vodje frakcij in komitejev in predstavnik župana).[25] Edina skupina v Vologdski mestni dumi je Združena Rusija (26 ljudi).[26]
- Župan Vologde je najvišji uradnik v mestu. Pooblaščen je za upravljanje mestnega gospodarstva, proračuna, razdelitev sredstev in upravljanjem z mestno upravo. 24. novembra 2017 je postal v.d. župana Vologde postal Sergej Voropanov (Enotna Rusija)[27] kot prvi namestnik župana. 26. novembra 2019 je postal župan.
- Vodja mesta Vologde je mestni uradnik, pooblaščen za zunanje odnose občine in je odgovoren federalnim oblastem. Imenujejo ga delegati mestne dume in guverner za obdobje petih let. Poroča Vologdski mestni dumi vsaj enkrat letno. Od 26. septembra 2016 je župan mesta Vologde Jurij Sapožnikov.
- Vologdska mestna uprava je izvršilno in upravno telo. Sestavlja ga sedem oddelkov (neposredni management). Vodja uprave je vodja mesta Vologde. Njegovi namestniki so vodje oddelkov.[28]
- Oddelek za nadzor in račune mesta Vologde je nadzorno telo. Oblikuje ga Vologdska mestna duma, ki ji telo tudi poroča. Nadzira izvajanje proračuna in prodajo nepremičnin v lasti mesta, izvaja proračunske preiskave občinskih odlokov in revidira učinkovitost porabe proračunskih sredstev.

## Klima
Podnebje Vologde je blago vlažno celinsko (Dfb) po Köppnovi klasifikaciji podnebij in zmerno celinsko z milimi poletji in mrzlimi zimami (Dclo) po Trewarthski klasifikaciji podnebij. Tima je dolga in mrzla, vendar ne huda in traja pet mesecev. Pomlad in jesen sta hladna, poletje je milo, najhladnejša meseca sta januar in februar, najtoplejši pa je julij. Dež je najpogostejši poleti in jeseni.
- Povprečna letna temperatura: 3,1 °C
- Povprečna letna hitrost vetra 3,0 m/s
- Povprečna letna vlažnost zraka: 80 %

| Podnebni podatki za Vologdo (1991–2020, ekstremi 1844–sedanjost) | Podnebni podatki za Vologdo (1991–2020, ekstremi 1844–sedanjost) | Podnebni podatki za Vologdo (1991–2020, ekstremi 1844–sedanjost) | Podnebni podatki za Vologdo (1991–2020, ekstremi 1844–sedanjost) | Podnebni podatki za Vologdo (1991–2020, ekstremi 1844–sedanjost) | Podnebni podatki za Vologdo (1991–2020, ekstremi 1844–sedanjost) | Podnebni podatki za Vologdo (1991–2020, ekstremi 1844–sedanjost) | Podnebni podatki za Vologdo (1991–2020, ekstremi 1844–sedanjost) | Podnebni podatki za Vologdo (1991–2020, ekstremi 1844–sedanjost) | Podnebni podatki za Vologdo (1991–2020, ekstremi 1844–sedanjost) | Podnebni podatki za Vologdo (1991–2020, ekstremi 1844–sedanjost) | Podnebni podatki za Vologdo (1991–2020, ekstremi 1844–sedanjost) | Podnebni podatki za Vologdo (1991–2020, ekstremi 1844–sedanjost) | Podnebni podatki za Vologdo (1991–2020, ekstremi 1844–sedanjost) |
| Mesec                                                            | Jan                                                              | Feb                                                              | Mar                                                              | Apr                                                              | Maj                                                              | Jun                                                              | Jul                                                              | Avg                                                              | Sep                                                              | Okt                                                              | Nov                                                              | Dec                                                              | Letno                                                            |
| ---------------------------------------------------------------- | ---------------------------------------------------------------- | ---------------------------------------------------------------- | ---------------------------------------------------------------- | ---------------------------------------------------------------- | ---------------------------------------------------------------- | ---------------------------------------------------------------- | ---------------------------------------------------------------- | ---------------------------------------------------------------- | ---------------------------------------------------------------- | ---------------------------------------------------------------- | ---------------------------------------------------------------- | ---------------------------------------------------------------- | ---------------------------------------------------------------- |
| Rekordno visoka temperatura °C                                   | 5.3                                                              | 5.6                                                              | 16.4                                                             | 26.8                                                             | 31.1                                                             | 34.9                                                             | 34.5                                                             | 36.4                                                             | 28.8                                                             | 22.8                                                             | 13.5                                                             | 8.5                                                              | 36.4                                                             |
| Povprečna visoka temperatura °C                                  | −6.7                                                             | −5.4                                                             | 0.6                                                              | 9.2                                                              | 17.2                                                             | 21.2                                                             | 23.6                                                             | 20.8                                                             | 14.6                                                             | 6.6                                                              | −0.8                                                             | −4.6                                                             | 8.0                                                              |
| Povprečna dnevna temperatura °C                                  | −9.9                                                             | −9.2                                                             | −4.1                                                             | 3.6                                                              | 10.9                                                             | 15.2                                                             | 17.7                                                             | 15.1                                                             | 9.8                                                              | 3.5                                                              | −3.0                                                             | −7.2                                                             | 3.5                                                              |
| Povprečna nizka temperatura °C                                   | −13.3                                                            | −12.9                                                            | −8.2                                                             | −1.0                                                             | 5.1                                                              | 9.5                                                              | 12.1                                                             | 10.1                                                             | 6.0                                                              | 1.0                                                              | −5.3                                                             | −10.2                                                            | −0.6                                                             |
| Rekordno nizka temperatura °C                                    | −47.1                                                            | −43.2                                                            | −34.9                                                            | −25.6                                                            | −9.1                                                             | −3.1                                                             | 1.2                                                              | −1.4                                                             | −8.6                                                             | −20.0                                                            | −34.1                                                            | −45.2                                                            | −47.1                                                            |
| Povprečna količina padavin mm                                    | 36                                                               | 29                                                               | 27                                                               | 29                                                               | 48                                                               | 63                                                               | 74                                                               | 71                                                               | 55                                                               | 54                                                               | 46                                                               | 38                                                               | 570                                                              |
| Povprečna maks. količina zapadlega snega cm                      | 28                                                               | 38                                                               | 36                                                               | 5                                                                | 0                                                                | 0                                                                | 0                                                                | 0                                                                | 0                                                                | 1                                                                | 6                                                                | 18                                                               | 38                                                               |
| Povp. št. deževnih dni                                           | 6                                                                | 5                                                                | 8                                                                | 14                                                               | 17                                                               | 18                                                               | 16                                                               | 18                                                               | 19                                                               | 18                                                               | 12                                                               | 7                                                                | 158                                                              |
| Povp. št. sneženih dni                                           | 28                                                               | 25                                                               | 19                                                               | 9                                                                | 3                                                                | 0.2                                                              | 0                                                                | 0.03                                                             | 1                                                                | 10                                                               | 22                                                               | 28                                                               | 145                                                              |
| Povprečna relativna vlažnost (%)                                 | 86                                                               | 83                                                               | 78                                                               | 71                                                               | 65                                                               | 73                                                               | 76                                                               | 81                                                               | 84                                                               | 87                                                               | 88                                                               | 87                                                               | 80                                                               |
| Povp. št. sončnih ur                                             | 34                                                               | 64                                                               | 134                                                              | 191                                                              | 268                                                              | 275                                                              | 272                                                              | 217                                                              | 123                                                              | 62                                                               | 32                                                               | 20                                                               | 1.692                                                            |
| Vir 1: Pogoda.ru.net                                             |                                                                  |                                                                  |                                                                  |                                                                  |                                                                  |                                                                  |                                                                  |                                                                  |                                                                  |                                                                  |                                                                  |                                                                  |                                                                  |
| Vir 2: NOAA (sonce, 1961–1990)                                   |                                                                  |                                                                  |                                                                  |                                                                  |                                                                  |                                                                  |                                                                  |                                                                  |                                                                  |                                                                  |                                                                  |                                                                  |                                                                  |

## Demografija
Prebivalstvo mesta in oblasti je sestavljeno večinoma iz etničnih Rusov. Znaten del prebivalstva mesta so državni uradniki in javni uslužbenci na različnih ravneh, po nekaterih ocenah znaša njihovo število 50.000 ljudi. Razlog za to je, da Vologda ni samo veliko mesto, marveč je tudi upravni center Vologdske oblasti. Okrog 43 mio. hektarov rodovitne zemlje je neuporabljenih, zato je država napovedala razdajo brezplačne zemlje. Vologda bo posodila 468.000 hektarov zemlje za kmetijstvo in vzgojo živine.

## Kultura in umetnost
Vologda je eno od najboljše ohranjenih velikih mest v Rusiji, ki združuje tradicionalno leseno arhitekturo in kamnite spomenike. V Vologdi je 193 spomenikov arhitekture in zgodovine označenih kot kulturni spomeniki federalnega pomena. Najbolj znani med njimi so:
- Vologdski kremelj (škofovo dvorišče)
- katedrala sv. Sofije
- Spaso-Prilutski samostan
- skupina Vladimirjevih cerkev
- cerkev Konstantina in Elene, baptistična cerkev sv. Ivana v Roščeniju s svojimi freskami
- cerkev Dmitrija Prilutskega
- cerkev priporočila na Kozljoni
- arhitekturne skupine Kamnitega mosta in Trga revolucije

Od 116 zgodovinskih mest v Rusiji, jih ima samo 16 spomenike iz lesene arhitekture. Vologda je med njimi.

### Blagovne znamke
Vologdske blagovne znamke so čipka, maslo in lan.

### Muzeji
V Vologdi je deset muzejev, štiri razstavni saloni Vologdske galerije regionalne umetnosti in galerija »Rdeči most«. Največji kulturni center ruskega Severa je Vologdski državni muzej. V njegovi sestavi so naslednji muzeji:
- Vologdski kremelj (škofovo dvorišče)
- muzej konjev Petra Velikega (najstarejši muzej v Vologdi, odprt leta 1885)
- razstavni center »Vologda na prelomu stoletij«
- muzej »Svet pozabljenih stvari«
- muzejsko stanovanje Konstantina Nikolajeviča Batjuškina
- muzej »Literatura. Umetnost. 20. stoletje«
- muzejska hiša Aleksandra Fjodoroviča Možajskega
- muzej »Vologdsko izgnanstvo«
- muzej arhitekture in etnografije

Poleg tega je v Vologdi unikatni ruski zasebni muzej politične zgodovine – Muzej diplomatskega zbora, ki izpostavlja kratko obdobje nastanjenosti diplomatskega zbora v Vologdi leta 1918.

### Gledališča
- Drama
- Gledališče za otroke in mladino
- Lutkovno gledališče »Teremok«
- Sobno gledališče
- Filharmonično društvo Valerija Aleksandroviča Gavrilina
- Otroško glasbeno gledališče

### Letni festivali
V Vologdi so naslednji letni festivali:
- »Glasovi zgodovine« (v začetku julija, vsako leto)
- Mednarodni glasbeni festival Valerija Gavrilina (od oktobra do decembra vsako leto)
- »Poletje v Kremlju« (vsako odo leto, od junija do julija)
- Letni odprti mednarodni festival multimedijske umetnosti »Multimatograf«[33]

### Razstave
Med letnimi razstavami v Vologdi so naslednji:
- »Ruski lan«[34]
- »Ruski les«[35]
- »Vrata Severa«[36]
- »Tvoj dom«

## Institucije visoke izobrazbe
- Vologdska državna tehnična univerza
- Vologdska državna pedagoška univerza
- Vologdska državna tehnična univerza za mlečne izdelke N. V. Verešagina
- Vologdski institut za pravo in ekonomijo federalne kazniliške službe
- Vologdski institut za posel
- Podružnice:
  - Vologdska podružnica Moskovske državne poslovne akademije
  - Vologdska podružnica Severozahodne akademije javne službe
  - Vologdska podružnica Sanktpeterburške državne univerze inženiring in ekonomije
  - Vologdska podružnica Mednarodne akademije posla in novih tehnologij

## Transport
Vologda je pomembno transportno vozlišče, ki leži na presečišču avtocest, železnic in vodnih poti.
Javni promet v mestu je zelo razvit. Obstajajo avtobusne in trolejbusne linije. Mesto ima štiri velike avtomobilske mostove – dva čez reko Vologdo in dva čez železnico. V mestnem središču je tudi most za pešce – Rdeči most.

### Železnica
Vologda je najbolj prometna železniška postaja Severne železnice. Odsek Vologda-2–Losta je najbolj prometni železniški odsek v Ruski federaciji s 120–150 pari vlakov dnevno. Primestni vlaki in brzovlaki vozijo z železniške postaje Vologda-1.

### Zrak
Vologdsko letališče leži 10 km od centra mesta po Arhangelski avtocesti. Za polete do Moskve, Uhte, Velikega Ustjuga, Kičmenskega Gorodka in Vitegre se uporabljajo letala Jakovljev Jak-40. Vologska zračna družba uporablja helikopterje Mi-2 in Mi-8. Uporabljajo se za nujne polete in za storitve naftovodu.

### Avtoceste
Vologdo prečkajo:
- Federalna avtocesta M8 (Moskva–Jaroslavelj–Vologda–Arhangelsk–Severodvinsk). Vhod v Vologdo z moskovske strani (jug) je Okružnoje šosse in ulica Konjeva, z Arhangelska (sever) pa Černiševskaja ulica.
- Cesta A-114 (Vologda–Čerepovec–Novaja Ladoga). Vhod v Vologdo je Leningradskoje šosse in Okružnoje šosse.
- Cesta P-5 (Vologda–Kirillov–Vitegra–Pudož–Medvežjegorsk). Vhod v Vologdo je ulica Aleksandra Klubova.
- Ceste lokalnega pomena v smeri:
  - Možajskega in Norobovega
  - Fetinina (skozi Semjonkovo)
  - Grjazovec in Rostilovo (stara moskovska avtocesta).

Trenutno je okoli Vologde v gradnji nova krožna cesta s sodobnimi izvozi, ki bo povezovala ceste A-114, Р-5 in М-8 (v smeri Arhangelska). Smer Arhangelska še ni povezana z novo krožno cesto.

### Mestni potniški promet
Občinski transport je v Vologi organiziran z avtobusnimi in trolejbusnimi linijami ter z maršrutkami (taksiji po določenimi linijami). Avtobusni prevoz je bil v Vologdi vzpostavljen leta 1929, trolejbusni pa leta 1976. Novembra 2009 je imela Vologda pet trolejbusnih linij, 19 avtobusnih liniji in okrog 40 linij maršrutk. Glavne transportne družbe so VologdaElektroTrans (trolejbusi), PATP-1 in PATP-32 (občinske avtobusne linije).
- Avtobus LiAZ-5256
- PAZ-4230 "Avrora"
- Mercedes-Benz O345
- Ikarus 280
- MAZ-206
- VMZ "Olimp"
- Trolejbus Skoda-VMZ-14Tr
- Trolejbus VMZ-6215
- Trolejbus Gräf & Stift 150M18
- Trolejbus VMZ-5298
- VMZ-375

## Industrija
V Vologdi je več kot deset tisoč različnih podjetij. Med najbolj znanimi so:
- Vologdska tovarna ležajev
- Vagron, tovarna alkoholnih pijač
- Vologdska tovarna strojegradnje (proizvaja kmetijsko mehanizacijo)
- Vologdska optična in mehanična tovarna (proizvaja optične naprave)
- Vologdska tovarna za železniška popravila (proizvaja in popravlja vlake)
- Bivalovska tovarna strojev (izdeluje žerjave)
- ElektroTehMaš (izdeluje električne gospodinjske in tehnološke naprave)
- Centralna operativna družba (oblikuje, gradi in upravlja z namestitvami ter komercialnimi nepremičninami)
- Trans Alfa (izdeluje trolejbuse in avtobuse)
- Vologdska družba za oblikovanje namestitev (proizvaja mobilne hiše za gospodinjstva, javno in industrijsko uporabo)
- SojuzLesMontaž (proizvaja širok nabor opreme za predelavo lesa in opremo papirne panoge)

Tradicionalne obrtne izdelke izdelujejo družba Snežinka (čipke), Upanje in druga podjetja.

## Šport
Vologda ima velika športna prizorišča, kot so stadioni »Dinamo«, »Lokomotiva«, »Vitjaz«, plavalni bazeni  »Dinamo« in »Laguna«, športni in koncertni kompleks »Spektr«, fitnes klube, regionalne atletske točke.
V Vologdi sta:
- moški nogometni klub »Dinamo«
- ženski košarkarski klub »Čevakata«

## Pobratena mesta
Vologda je pobratena z:
- Burgas, Bolgarija
- Grodno, Belorusija
- Kouvola, Finska
- / Sevastopol, Ukrajina (de jure)/Rusija (de facto)*
- / Jevpatorija, Ukrajina (de jure)/Rusija (de facto)*

*mesti Sevastopol in Jevpatorija so pobratile okupacijske oblasti 31. julija 2015 in 28. maja 2014

## Znani domačini
- Konstantin Batjuškov (1787–1855), pesnik
- Valerij Gavrilin (1939–1999), skladatelj
- Varlam Šalamov (1907–1982), pisatelj, pesnik
- Georgij Vasiljev (1899–1946), filmski režiser in scenarist
- Hariton Čebotarjev (1746–1815), zgodovinar, rektor moskovske univerze
- Grigorij Landsberg (1890–1957), fizik

### Vira
- Vinogradova, E. A.; Fedyshin, I. N.; Fedyshin, N. N. (2013). »Икона из Вологодского Спасо-Всеградского собора "Спас Всемилостивый (Обыденный)" и её списки в собрании Вологодского музея-заповедника« [The Icon «Saviour, the Most Merciful (everyday)» and Its Copies in the Collection of Vologda Museum]. Вестник Псковского Государственного Университета. Серия: Социально-Гуманитарные Науки (v ruščini). Vologda: Pskov State University (2): 188–202.
- Brumfield, William. Vologda Album (Moscow: Tri Kvadrata, 2005)  ISBN 5-94607-050-9  (in English and in Russian)